# Bogdan Spindler
Bogdan Spindler, slovenski arhitekt, * 1940, Varaždin.

## Priznanja in odlikovanja
Leta 1979 je soprejel nagrado Prešernovega sklada »za vztrajno iskanje specifičnega arhitektonskega izraza z upoštevanjem sodobnih materialov« v sklopu studia 7 v Biroju 71.